# Adam Khan
Adam Khan, född den 24 maj 1985 i Bridlington, är en pakistansk-brittisk racerförare.

## Racingkarriär
Khan blev sjua i Österrikiska F3-mästerskapet 2005, vilket gav chansen att tävla för Pakistan i A1GP. Han gjorde det utan större framgångar, men fick ett kontrakt att tävla med Team Arden i GP2 Asia 2008 tack vare sitt asiatiska ursprung, eftersom stallen då är garanterade fulla prispengar.
Det var dock Sébastien Buemi som drog in prispengarna medan Khans misslyckande ledde till att Yelmer Buurman fick ta över förarplatsen istället.
Khan tävlade sedan med oväntad framgång i Euroseries 3000 2008, då han ända fram till sista deltävlingen hade chans till titeln.